# سرور جباروف
سرور جباروف (ازبکی: Sarvar Rishodovich Abdujabborov؛ زادهٔ ۳ اکتبر ۱۹۸۲) بازیکن فوتبال سابق در پست هافبک اهل ازبکستان است. جباروف یکی از بازیکنان تیم ملی فوتبال ازبکستان بوده است. وی سابقهٔ کاپیتانی تیم ملی ازبکستان را دارد.

## سابقهٔ ورزشی
جباروف عضو تیم‌های نوبهار نمنگان، پاختاکور، بنیادکار، اف سی سئول، الشباب عربستان، سئونگنام، اولسان هیوندای، لوکوموتیو تاشکند، استقلال تهران، سپاهان اصفهان، ژتیسو و متالورگ بوده است.

## بازیکن سال فوتبال آسیا
جباروف دو بار در سال‌های ۲۰۰۸ و ۲۰۱۱ جایزه بازیکن سال فوتبال آسیا را دریافت کرد. او در سال ۲۰۰۸ همراه با تیم کروفچی توانست به مرحلهٔ نیمه‌نهایی لیگ قهرمانان آسیا صعود کند. پس از انتخاب او به عنوان بهترین بازیکن سال قارهٔ آسیا در این سال، او و احمد خلیل (بهترین بازیکن جوان سال آسیا) برای تمرین یک‌ماهه به باشگاه چلسی دعوت شدند. اما به دلیل مصدومیت نتوانست با باشگاه چلسی قرارداد امضا کند.
جباروف همراه با ناکاتا (ستارهٔ ژاپنی) تنها بازیکنانی هستند که جایزهٔ بهترین بازیکن سال آسیا را دو بار به خود اختصاص داده‌اند.
او جزو پرافتخارترین بازیکنان آسیا به‌شمار می‌رود.

### قرعه‌کشی جام‌ملت‌های آسیا ۲۰۲۳
وی در قرعه کشی جام ملت‌های آسیا ۲۰۲۳ قطر که ۱۱ مه ساعت ۱۴:۰۰ در قطر برگزار شد حاضر بود و قرعه سیدسه را بیرون آورد

## فوتبال ایران
در لیگ حرفه‌ای ایران کمتر بازیکن خارجی است که افتخارات سرور جباروف را در کارنامهٔ خود داشته باشد. او که از بهترین بازیکنان فوتبال آسیا محسوب می‌شود، با ورود به لیگ ایران نام اولین ستارهٔ خارجی پرافتخار را در تاریخ فوتبال ایران ثبت کرد.
حضور جباروف در استقلال بازتاب‌های زیادی در توییتر، اینستاگرام و سایت AFC و رسانه‌های ازبکستانی داشته است.

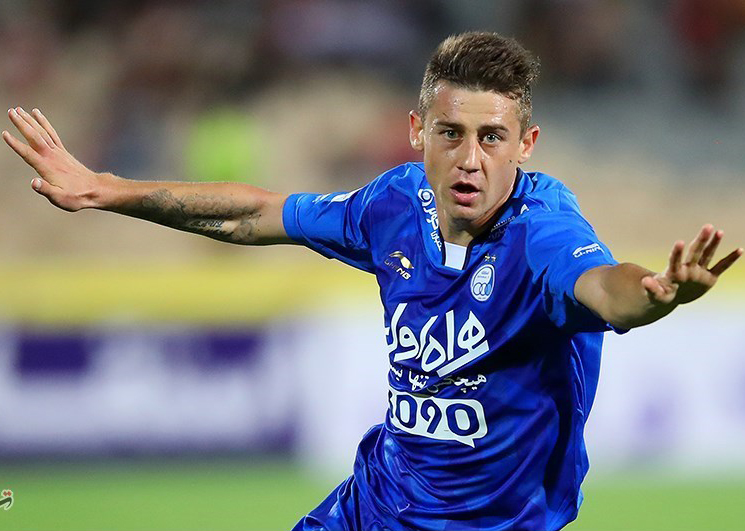

جباروف در فصل ۱۳۹۶–۱۳۹۷ در کنار بازی‌های بسیار خوب و درخشانی که برای تیم استقلال انجام داد و به‌عنوان یک مهرهٔ کلیدی در این تیم حضور داشت، توانست عنوان بهترین پاسور لیگ هفدهم را از آن خود کند.

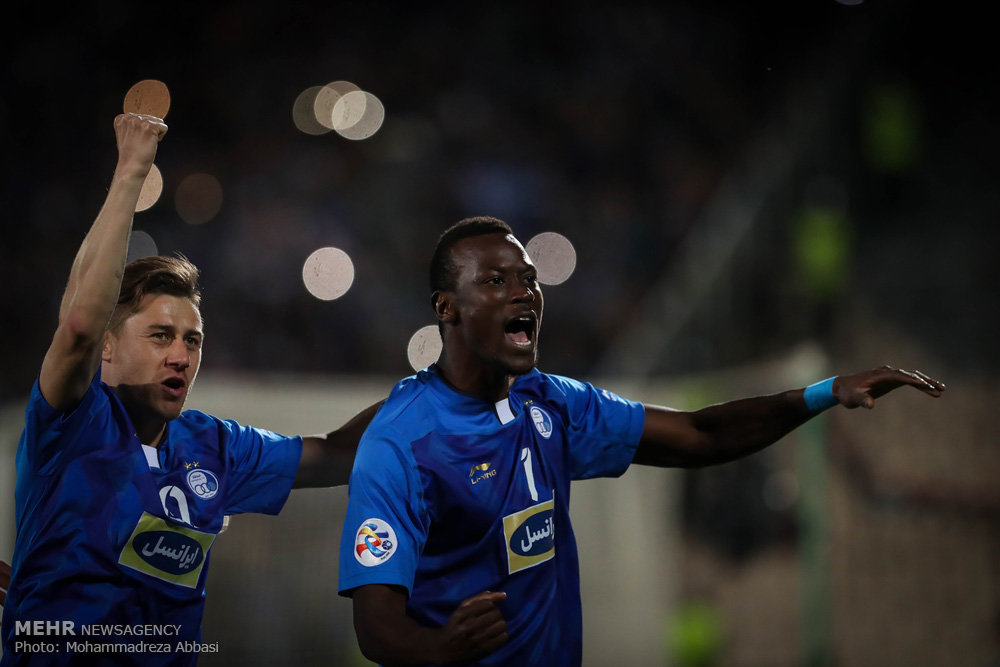

### سپاهان
این بازیکن در نیم‌فصل دوم ۱۳۹۵–۱۳۹۶ با نظر علی‌رضا منصوریان به استقلال پیوست. اما پس از اعلام محرومیت استقلال از نقل و انتقالات، به‌صورت قرضی به تیم سپاهان اصفهان پیوستو در شهرآورد اصفهان مقابل ذوب آهن موفق به گلزنی شد.

### استقلال

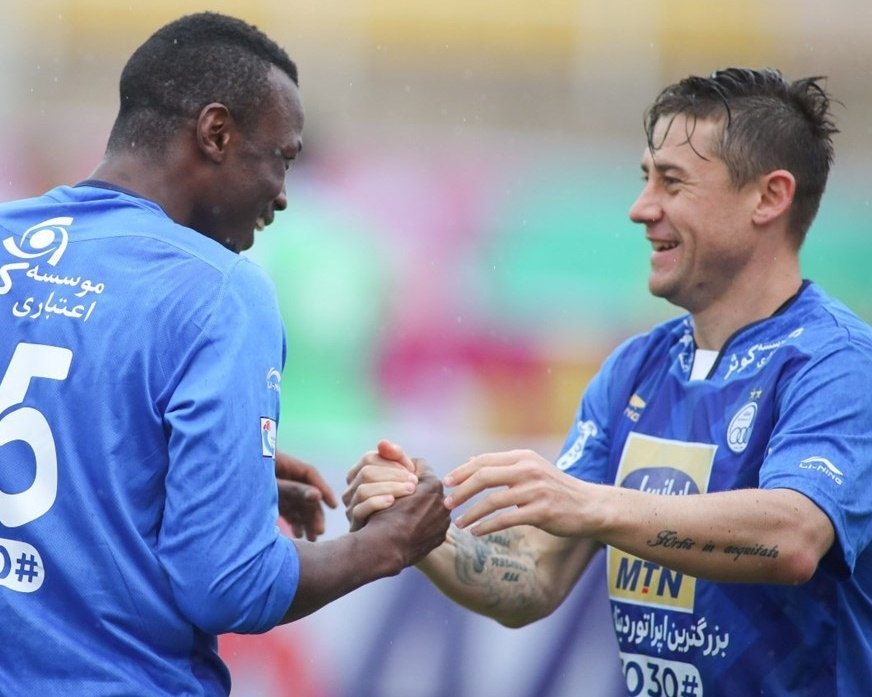
سرور جباروف (راست) - مامه بابا تیام (چپ)

سرور جباروف پس از اتمام فصل و پس از جدال رسانه ای دو باشگاه استقلال و سپاهان و با تلاش‌های پندار توفیقی مسئول نقل و انتقالات دوباره به تیم استقلال بازگشت؛ او برای نخستین بار در بازی هفته اول رقابت‌های لیگ برابر نفت آبادان به عنوان بازیکن تعویضی به جای حسن بیت‌سعید برای استقلال به میدان رفت؛ و نخستین گلش برای استقلال در بازی مقابل مقابل تراکتورسازی در دقیقه ۴۳ در هفته سوم مسابقات لیگ برتر خلیج فارس به ثمر رساند؛ که منجر به پیروزی ۱–۰ استقلال در آن بازی شد و اولین گل استقلال در لیگ هفدهم است.
او در زمان سرمربی‌گری علیرضا منصوریان و وینفرید شفر در استقلال حضور داشت مهره تأثیرگذار آبی‌پوشان بود. در تمامی بازی‌های استقلال نقش مغز متفکر استقلال، طراح و بازی‌ساز این تیم را داشت.
همچنین از سوی کارشناسان روزنامه خبر ورزشی او به عنوان بهترین خارجی لیگ برتر در سال ۱۳۹۶ انتخاب شد.

#### لیگ قهرمانان آسیا ۲۰۱۸
او از بهترین بازیکنان استقلال در این فصل (۲۰۱۸) لیگ قهرمانان آسیا بود؛ او در هفته اول رقابت‌های لیگ قهرمانان آسیا در برابر الریان قطر روی گل اول تیمش تأثیرگذار بود؛ و استقلال آن بازی را ۲–۲ مساوی کرد؛ و نخستین گلش در این رقابت‌ها در بازی برگشت مقابل الریان به ثمر رساند؛ که استقلال آن بازی را ۲–۰ پیروز شد جباروف با استقلال به مرحله یک چهارم نهایی لیگ قهرمانان آسیا ۲۰۱۸ رسید که در ادامه به دلایلی از تیم استقلال جدا شد. جدایی جپاروف از استقلال عصبانیت شدید هواداران را در پی داشت و همواره، هواداران این تیم دربارهٔ جدایی این بازیکن افسوس می‌خورند.و به تیم ژتیسو قزاقستان پیوست.

## آمار باشگاهی

### آمار کامل باشگاهی/در تمامی تورنمنت‌ها
| تیم              | بازی | گل | پاس گل |
| ---------------- | ---- | -- | ------ |
| اف سی سئونگنام   | ۶۱   | ۱۴ | ۱      |
| استقلال تهران    | ۴۰   | ۶  | ۵      |
| اف سی سئول       | ۴۰   | ۲  | ۸      |
| لوکوموتیو تاشکند | ۳۲   | ۷  | ۵      |
| بنیادکار تاشکند  | ۲۶   | ۳  | ۰      |
| الشباب ریاض      | ۲۶   | ۴  | ۳      |
| اولسان هیوندای   | ۲۳   | ۵  | ۳      |
| متالورگ بیک‌آباد  | ۱۰   | ۲  | ۰      |
| سپاهان اصفهان    | ۱۰   | ۱  | ۰      |
| ژتیسو            | ۵    | ۱  | ۰      |

آخرین بروز رسانی ۲۰۲۲ | منبع:ترانسفرمارکت
آمار دقیق از سال ۲۰۱۰ به بعد محاسبه شده است.

## تیم ملی
جباروف برای اولین بار در عرصه ملی به تیم زیر ۲۰ سال ازبکستان دعوت شد. او در این تیم آمار شگفت‌انگیز ۷بازی و ۹ گل را به ثبت رساند و به سرعت راهی تیم امید ازبکستان شد او در تیم ملی امید نیز در ۸ دیداری که به میدان رفت ۷ گل به ثمر رساند و همین درخشش خیره‌کننده او باعث شد تنها در حالی که ۱۹ سال و ۴ ماه و ۱۱ روز داشت به تیم ملی بزرگسالان ازبکستان دعوت شود. او تاکنون ۱۲۸ بازی برای ازبکستان انجام داده است که موفق به زدن ۲۵ گل نیز شده و ۶ پاس گل را نیز برای هم تیمی‌هایش فرستاده است. او۳ بار نیز مقابل تیم ملی ایران به میدان رفته. بار اول در اولین دیدار ازبکستان در جام ملت‌های آسیا ۲۰۰۷، که تیم ملی ایران و ازبکستان در گروه C به مصاف هم رفتند که این دیدار با حضور ۹۰ دقیقه‌ای جباروف با نتیجه ۲ بر ۱ به سود ایران به پایان رسید. سید جلال حسینی و جواد کاظمیان گل‌های ایران و رحمان رضایی نیز به اشتباه تک گل ازبکستان را به ثمر رساند. بار دوم در مرحله مقدماتی جام جهانی ۲۰۱۴، در بازی برگشت ایران-ازبکستان که سرور جباروف کاپیتان تیم ملی ازبکستان بود و تیمش آن بازی را یک بر صفر برد؛ که جباروف در آن بازی پاس گل تیمش را داد؛ و بار سوم در آخرین دیدار ازبکستان و ایران در مرحله مقدماتی جام جهانی ۲۰۱۸ روسیه که این بار هم تیم ملی ایران با گلزنی سید جلال حسینی یاران کاپیتان جباروف را شکست داد.
جباروف همراه با ازبکستان توانست مقام چهارم جام ملت‌های آسیا ۲۰۱۱ را کسب کنداین مسابقات ۷ ژانویه تا ۲۹ ژانویه به میزبانی قطر شروع شده بود و استرالیا با پیروزی برابر ژاپن قهرمان شد
ازبکستان در گروه یک قرار داشت و جباروف در دقیقه ۷۷ به تیم ملی قطر و دقیقه ۶۵ به تیم ملی کویت در این تورنمنت گل زده است.

## گل‌های ملی
| #   | تاریخ          | مکان                                                   | حریف              | گل      | نتیجه | مسابقه                               |
| --- | -------------- | ------------------------------------------------------ | ----------------- | ------- | ----- | ------------------------------------ |
| ۱   | ۹ ژوئن ۲۰۰۶    | ورزشگاه پاختاکور مرکزی، تاشکند، ازبکستان               | فلسطین            | '۳' - ۰ | ۳–۰   | مقدماتی جام جهانی ۲۰۰۶               |
| ۲   | ۸ سپتامبر ۲۰۰۶ | ورزشگاه احمد بن علی الریان قطر                         | فلسطین            | '۲' - ۰ | ۳–۰   | مقدماتی جام جهانی ۲۰۰۶               |
| ۳   | ۱۷ اوت ۲۰۰۶    | ورزشگاه پاختاکور مرکزی، تاشکند، ازبکستان               | کویت              | '۱' - ۲ | ۳–۲   | مقدماتی جام جهانی ۲۰۰۶               |
| ۴   | ۲۲ فوریه ۲۰۰۶  | ورزشگاه پاختاکور مرکزی، تاشکند، ازبکستان               | بنگلادش           | '۲' - ۰ | ۵–۰   | مقدماتی جام ملت‌های آسیا ۲۰۰۷         |
| ۵   | ۱۱ اکتبر ۲۰۰۶  | استادیوم ارتش بنگلادش، داکا، بنگلادش                   | بنگلادش           | '۳' - ۰ | ۴–۰   | مقدماتی جام ملت‌های آسیا ۲۰۰۷         |
| ۶   | ۵ ژوئیه ۲۰۰۷   | ورزشگاه جام جهانی سئول، سئول، کره جنوبی                | کرهٔ جنوبی         | '۱' - ۲ | ۱–۲   | بازی دوستانه                         |
| ۷   | ۲۲ مارس ۲۰۰۸   | ورزشگاه پاختاکور مرکزی، تاشکند، ازبکستان               | اردن              | '۳' - ۱ | ۴–۱   | بازی دوستانه                         |
| ۸   | ۲۶ مارس ۲۰۰۸   | استادیوم MHSK، تاشکند، ازبکستان                        | عربستان سعودی     | '۳' - ۰ | ۳–۰   | مقدماتی جام جهانی ۲۰۱۰               |
| ۹   | ۲ ژوئن ۲۰۰۸    | استادیوم ملی سنگاپور                                   | سنگاپور           | '۳' - ۲ | ۷–۳   | مقدماتی جام جهانی ۲۰۱۰               |
| ۱۰  | ۲ ژوئن ۲۰۰۸    | استادیوم ملی سنگاپور                                   | سنگاپور           | ۵ '- ۲  | ۷–۳   | مقدماتی جام جهانی ۲۰۱۰               |
| ۱۱  | ۱۴ ژوئن ۲۰۰۸   | ورزشگاه MHSK، تاشکند، ازبکستان                         | لبنان             | '۳' - ۰ | ۳–۰   | مقدماتی جام جهانی ۲۰۱۰               |
| ۱۲  | ۲۸ دسامبر ۲۰۰۸ | ورزشگاه رمت گن، رمت گان اسرائیل                        | اسرائیل           | '۲' - ۲ | ۳–۲   | بازی دوستانه                         |
| ۱۳  | ۱۴ نوامبر ۲۰۰۹ | ورزشگاه JAR، تاشکند، ازبکستان                          | مالزی             | '۱' - ۰ | ۳–۱   | مقدماتی مسابقات جام ملت‌های آسیا ۲۰۱۱ |
| ۱۴  | ۷ ژانویه ۲۰۱۱  | ورزشگاه بین‌المللی خلیفه دوحه قطر                       | قطر               | '۲' - ۰ | ۲–۰   | جام ملت‌های آسیا ۲۰۱۱                 |
| ۱۵  | ۱۲ ژانویه ۲۰۱۱ | ورزشگاه ثانی بن جاسم دوحه قطر                          | کویت              | '۲' - ۱ | ۲–۱   | جام ملت‌های آسیا ۲۰۱۱                 |
| ۱۶  | ۲۳ ژوئیه ۲۰۱۱  | ورزشگاه پاختاکور مرکزی، تاشکند، ازبکستان               | قرقیزستان         | '۳' - ۰ | ۴–۰   | مقدماتی جام جهانی ۲۰۱۴               |
| ۱۷  | ۷ اوت ۲۰۱۱     | ورزشگاه پاختاکور مرکزی، تاشکند، ازبکستان               | ژاپن              | '۱' - ۰ | ۱–۱   | مقدماتی جام جهانی ۲۰۱۴               |
| ۱۸  | ۱۲ اکتبر ۲۰۱۲  | ورزشگاه مکتوم بن راشد آل مکتوم، دبی، امارات متحده عربی | امارات متحدهٔ عربی | '۱' - ۱ | ۲–۲   | بازی دوستانه                         |
| ۱۹  | ۲۶ مارس ۲۰۱۳   | ورزشگاه بنیادکار، تاشکند، ازبکستان                     | لبنان             | '۱' - ۰ | ۱–۰   | مقدماتی جام جهانی ۲۰۱۴               |
| ۲۰. | ۶ ژوئن ۲۰۱۳    | ورزشگاه تیانه، گوانگژو، چین                            | چین               | '۲' - ۱ | ۲–۱   | بازی دوستانه                         |
| ۲۱. | ۶ سپتامبر ۲۰۱۳ | ورزشگاه ملک عبدالله، امان، اردن                        | اردن              | '۱' - ۱ | ۱–۱   | مقدماتی جام جهانی ۲۰۱۴               |
| ۲۲. | ۷ سپتامبر ۲۰۱۴ | ورزشگاه پاختاکور مرکزی، تاشکند، ازبکستان               | نیوزیلند          | '۳' - ۰ | ۳–۱   | بازی دوستانه                         |
| ۲۳. | ۲۰۱۴ اکتبر ۱۴  | ورزشگاه باشگاه دبی، دبی، امارات متحده عربی             | امارات متحدهٔ عربی | '۳' - ۰ | ۴–۰   | بازی دوستانه                         |
| ۲۴. | ۱۷ نوامبر ۲۰۱۵ | استادیوم بزرگ حمد دوحه قطر                             | یمن               | '۲' - ۰ | ۳–۱   | مقدماتی جام جهانی ۲۰۱۸               |
| ۲۵  | ۱۴ فوریه ۲۰۱۶  | ورزشگاه الرشید، دبی، امارات متحده عربی                 | لبنان             | '۲' - ۰ | ۲–۰   | بازی دوستانه                         |

## افتخارات

### باشگاهی
پاختاکور
- لیگ برتر ازبکستان (۶): ۲۰۰۲، ۲۰۰۳، ۲۰۰۴، ۲۰۰۵، ۲۰۰۶، ۲۰۰۷
- جام حذفی ازبکستان (۶): ۲۰۰۲، ۲۰۰۳، ۲۰۰۴، ۲۰۰۵، ۲۰۰۶، ۲۰۰۷
- جام کشورهای مشترک‌المنافع (۱): ۲۰۰۷

بنیادکار
- لیگ برتر ازبکستان (۲): ۲۰۰۸، ۲۰۰۹
- جام حذفی ازبکستان (۱): ۲۰۰۸

سئول
- کی لیگ (۱): ۲۰۱۰
- اف ای کاپ کره جنوبی (۱): ۲۰۱۰

الشباب
- لیگ برتر عربستان (۱): ۲۰۱۱

سئونگنام
- اف ای کاپ کره جنوبی (۱): ۲۰۱۴

لوکوموتیو
- لیگ برتر ازبکستان (۱): ۲۰۱۶
- جام حذفی ازبکستان (۱): ۲۰۱۶

استقلال
- جام حذفی فوتبال ایران (۱): ۹۷–۱۳۹۶

### فردی
- آقای گل لیگ برتر ازبکستان: ۲۰۰۸ (۱۹ گل)
- بازیکن فوتبال سال ازبکستان (۲): ۲۰۰۸، ۲۰۱۰
- بازیکن فوتبال سال آسیا (۲): ۲۰۰۸، ۲۰۱۱[۲۳][۲۴][۲۵][۲۶]
- تیم منتخب سال لیگ برتر خلیج فارس: ۹۷–۱۳۹۶[۲۷]
- آقای گل جام کشورهای مشترک المنافع: ۲۰۰۷ (۴ گل)[۲۸][۲۹]
- جایزه بازیکن باکیفیت جام ملت‌های آسیا ۲۰۱۱[۳۰][۳۱]
- دومین پاسور برتر لیگ برتر ازبکستان (۱۱ پاس گل) فصل ۲۰۰۹[۳۲]
- تیم منتخب برترین خارجی‌های سال ۲۰۱۷ فوتبال ایران[۳۳]
- تیم منتخب تاریخ جام ملت‌های آسیا به انتخابAFC[۳۴][۳۵][۳۶]
- نامزد برترین هافبک تاریخ جام ملت‌های آسیا به انتخاب AFC[۳۷]
- بهترین پاسور لیگ ایران در فصل ۹۷–۱۳۹۶[۸][۳۸]
- بهترین هافبک نفوذی سال ۱۳۹۶ لیگ ایران به انتخاب نوروز فوتبالی[۳۹]
- تیم منتخب سال ۱۳۹۶ نوروز فوتبالی[۴۰]
- بهترین خارجی فصل ۹۷–۱۳۹۶ لیگ برتر خلیج فارس به انتخاب کارشناسان روزنامه خبر ورزشی[۴۱]
- اسطوره تاریخ ازبکستان در لیگ قهرمانان آسیا[۴۲]
- بیشترین بازی ملی برای تیم ملی فوتبال ازبکستان با ۱۲۸ بازی